# 黃守瓜
黃守瓜（学名：Aulacophora femoralis）为金花蟲科守瓜屬下的一个种。